# Barát Ármin
Barát Ármin, született Freund Ármin (Illava, 1860. július 7. – Budapest, 1937. február 26.) magyar író, újságíró, műfordító, királyi tanácsos (1905).

## Élete
Aradon kezdte újságírói pályáját, majd Temesvárra került mint fogalmazó és a Temesvarer Zeitung szerkesztője lett. 1905 és 1915 között Budapesten a miniszterelnökségi sajtóiroda munkatársa, illetve 1911 és 1915 között vezetője volt. 1915-ben nyugalomba vonult. Alapító tagja volt a Vidéki Hírlapírók Országos Szövetségének és a temesvári Arany János Társaságnak. Publicisztikai munkásságát magyar és német nyelven folytatta. Heine és Lenau verseit magyarra, Arany János, Kiss József, Tompa Mihály költeményeit németre fordította.
Sírja a budapesti Farkasréti temetőben található.

## Családja
Freund Mór és Tedesco Paula fia. Házastársa Róth Julianna (1856–1939) volt.
Gyermekei Barát Béla (1888–1945) építész, művészeti író és Barát Irén (1890–1972) orvos, tüdőgyógyász, Barát Paula tanítónő.

## Főbb művei
- A temesvári magyar színészet állandósítása (Temesvár, 1896)
- A temesvári első takarékpénztár ötven éves története. 1846–1895. Stolz M. Ágostonnal (Temesvár, 1896, németül is megjelent)
- Zwanzig Tage in Paris. Reise- und Austellungs-Skizzen (Temesvár, 1901)
- Die königliche Freistadt Temesvár. Eine monographische Skizze (Temesvár, 1902)
- Von der Nordsee bis zum Bosporus (Temesvár, 1906)

### Fordításai
- Nikolaus Lenau: Szerelmes versek. Ford., bev. (Békéscsaba, 1918)
- Nikolaus Lenau: Költemények (Budapest, 1923)
- Heinrich Heine: Dalok könyve. Buch der Lieder (Budapest, 1923).